# Retorno de las estrellas
Retorno de las estrellas (en polaco, Powrót z Gwiazd) es una novela del escritor Stanisław Lem publicada en 1961.

## Argumento
La nave interplanetaria Prometeo llega a la Tierra tras un viaje científico de diez años, aunque, por el fenómeno de dilatación del tiempo, en el planeta han pasado ciento veintisiete. Los supervivientes llegan a un mundo en que se ha implantado la "betrización", operación que hace imposible concebir la agresividad. Es una sociedad segura, cómoda, pero en la que han desaparecido las ansias de aventura. El protagonista, Hal Bregg, se siente como un cavernícola en un mundo que no entiende, tras dedicar su vida a algo que al resto de la gente le parece una locura. Compra una casa apartada y se dedica a estudiar y a boxear con su compañero Olaf.